# Unidades de medida chinesas
As unidades de medida chinesas (em chinês: 制市; pinyin: Shìzhì, literalmente "sistema de mercado") são as unidades usuais e tradicionais de medida utilizadas na China. Apesar de o Sistema Internacional de Unidades (SI) ser actualmente o sistema oficial de unidades da República Popular da China (RPC), as unidades tradicionais chinesas ainda são muito usados na vida quotidiana e no comércio tradicional. No final do século XX, a RPC re-uniformizou as unidades tradicionais, para torná-las mais aproximadas com as unidades SI. Em Macau e em Hong Kong, esta re-uniformização não foi posta em prática, porque na altura os dois territórios ainda eram respectivamente colónias de Portugal e do Reino Unido. Por isso, nestes dois territórios, ainda se vigoram os valores antigos destas unidades tradicionais.
Em Hong Kong e em Macau, as unidades tradicionais chinesas continuam a ser usadas em conjunto com o sistema imperial britânico e com o sistema métrico SI. A maioria das unidades tradicionais de Taiwan, que apareceram sob a influência colonial dos holandeses e japoneses, podem ter nomes semelhantes às unidades chinesas, mas têm um valor diferente ao das chinesas.
O nome chinês para a maioria das unidades SI baseia-se no nome da unidade tradicional mais próxima da unidade SI em questão. Os nomes lí (厘) e fen (分), usados para designar sub-unidades, são utilizadas para as medidas do comprimento, área e massa, no entanto, eles se referem a diferentes tipos de medições. Quando for necessário enfatizar qual o sistema usado, o termo "mercado" (市, shì) para as unidades tradicionais ou o termo "comum/uniformizado/normal" (公, gong) para as unidades SI podem ser acrescentados à frente do nome da unidade em questão.

## História
De acordo com o Clássico dos Ritos (em pinyin: Lǐ Jì; em chinês: 禮記), o lendário Imperador Amarelo criou as primeiras unidades de medida da China. Os primeiros dicionários chineses, compilados na Dinastia Han, referiam que as unidades de comprimento foram baseados nas proporções do corpo humano. De acordo com os Registros do Historiador, estas unidades corporais causaram várias inconsistências e confusões, por isso o lendário Yu, o Grande unificou as medidas de comprimento.
Réguas com unidades decimais foram desenterradas de tumbas da dinastia Shang. Na dinastia Zhou, o rei conferiu poderes e privilégios reais aos senhores feudais, como a regulamentação dos pesos e das medidas nos seus respectivos estados e domínios. Isto causou discrepâncias nas unidades de medida entre os vários estados chineses. Após o Período dos Reinos Combatentes, com a unificação da China, Qin Shi Huang padronizou as unidades de medida. Na dinastia Han, essas medidas ainda continuaram a ser utilizadas e foram documentados de forma sistemática no Livro dos Han.
Nos séculos seguintes, o comprimento do chǐ (em cantonês: chek; em português: côvado) sofreu poucas alterações, uma vez que os instrumentos astronómicos e o calendário chinês precisavam de ser consistentes. O sistema tradicional só foi revisto na dinastia Ming por causa da introdução de unidades decimais. Em 1928, o governo da República da China adotou o sistema métrico como padrão oficial. O governo da República Popular da China (RPC) voltou a usar o sistema tradicional até 1984, quando voltou a adoptar o sistema SI. O sistema SI tornou-se no padrão nacional de medidas em 1987. No final do século XX, a RPC re-uniformizou também as unidades tradicionais chinesas, para torná-las mais aproximadas com as unidades SI. Agora, estas unidades passaram a ter como base o número 10 (tal como no sistema SI), em vez do número 16, que era usada antigamente como base e que ainda é usada hoje nas unidades chinesas de Macau e de Hong Kong.
Em 1976, em Hong Kong, o sistema SI foi definido como o sistema oficial de unidades e foi gradualmente substituindo o sistema imperial e o sistema tradicional chinês. Mesmo assim, as unidades chinesas continuam a ser utilizadas diariamente.

## Medidas chinesas históricas

### Comprimento
As unidades históricas de comprimento incluem o chǐ (尺), o bù (步) e o lǐ (里). O comprimento preciso e a relação entre elas variaram durante a história da China, sendo que um bù correspondeu a 5 ou 6 chǐ e um lǐ a 300 ou 360 bu.
| Dinastia      | chǐ           | bù            | bù      | lǐ            | lǐ            |
| Dinastia      | chǐ           | = 5 chǐ       | = 6 chǐ | = 300 bù      | = 360 bù      |
| ------------- | ------------- | ------------- | ------- | ------------- | ------------- |
| Shang         | 0,1675        |               | 1,0050  | 301,50        |               |
| Shang         | 0,1690        |               | 1,0140  | 304,20        |               |
| Zhou          | 0,1990        |               | 1,1940  | 358,20        |               |
| Zhou Oriental | 0,2200        |               | 1,3200  | 396,00        |               |
| Zhou Oriental | 0,2270        |               | 1,3620  | 408,60        |               |
| Zhou Oriental | 0,2310        |               | 1,3860  | 415,80        |               |
| Qin           | 0,2260        |               | 1,3560  | 406,80        |               |
| Han           | 0,2310        |               | 1,3860  | 415,80        |               |
| 600 d.C.      | 0,2550        |               | 1,5300  | 459,00        |               |
| Tang          | 0,2465        | 1,2325        |         | 369,75        | 443,70        |
| Tang          | 0,2955        | 1,4775        |         | 443,25        | 531,90        |
| Song          | 0,2700        | 1,3500        |         | 405,00        | 486,00        |
| Song do Norte | 0,3080        | 1,5400        |         | 462,00        | 554,40        |
| Ming          | 0,3008–0,3190 | 1,5040–1,5950 |         | 451,20–478,50 | 541,44–574,20 |
| Qing          | 0,3080–0,3352 | 1,5400–1,6760 |         | 462,00–503,89 | 554,40–603,46 |

## Unidades chinesas modernas

### Na República Popular da China
No final do século XX, a República Popular da China, na sequência da sua adopção do sistema SI como o padrão oficial de medidas, re-uniformizou as unidades tradicionais chinesas, para torná-las mais aproximadas com as unidades SI. Agora, estas unidades passaram a ter como base o número 10 (tal como no sistema SI), em vez do número 16, que era usada antigamente como base.

#### Comprimento
| Unidade | Caracter | Valor relativo | Equivalência SI | Equivalência imperial | Notas |
| ------- | -------- | -------------- | --------------- | --------------------- | --- |
| hū      | 忽       | 1/1 000 000    | ⅓ µm            |                       | |
| sī      | 丝       | 1/100 000      | 3⅓ µm           |                       | |
| háo     | 毫       | 1/10 000       | 33⅓ µm          |                       | |
| lí      | 市厘     | 1/1000         | ⅓ mm            |                       | |
| fēn     | 市分     | 1/100          | 3⅓ mm           | ~0,1312 in            | |
| cùn     | 市寸     | 1/10           | 3⅓ cm           | ~1,312 in             | Tradicionalmente, o cùn é a largura do polegar humano na articulação entre a falange distal e a falange proximal. O cùn continua a ser usado para mapear e indicar os pontos de acupuntura. |
| chǐ     | 市尺     | 1              | 33⅓ cm          | ~1,094 ft             | Pé chinês. Seu comprimento é derivado do comprimento do antebraço humano. |
| bù      | 步       | 5              | 1⅔ m            | ~1,823 yd             | Jarda chinesa |
| zhàng   | 市丈     | 10             | 3⅓ m            | ~3,645 yd             | |
| yǐn     | 引       | 100            | 33⅓ m           | ~36,45 yd             | |
| lǐ      | 市里     | 1500           | 500 m           | ~546,8 yd             | Este lǐ não é o mesmo lí que é usado como prefixo para indicar sub-unidades. Eles são escritos e pronunciados de maneira diferente.                                                         |

#### Área
| Unidade    | Caracter | Valor relativo | Equivalência SI | Equivalência imperial          | Notas                |
| ---------- | -------- | -------------- | --------------- | ------------------------------ | -------------------- |
| lí         | 市厘     | 1              | 6 2⁄3 m²        | ~7,973 sq yd                   |                      |
| fēn        | 市分     | 10             | 66 2⁄3 m²       | ~79,73 sq yd                   | 10 li                |
| mǔ         | 市亩, 畝 | 100            | 666 2⁄3 m²      | ~797,3 sq yd; ou ~0,1647 acres | 10 fen, ou 60 zhang² |
| shí        | (市)石   | 1,000          | 6,666 2⁄3 m²    | ~1,647 acres                   | 10 mǔ                |
| qǐng       | 市顷     | 10,000         | 6 2⁄3 Ha        | ~16,47 acres                   | 10 shí ou 100 mǔ     |
| fāng cùn   | 方寸     | 1⁄100          | 11 1⁄9 cm²      | ~1,722 sq in                   | 100 fen²             |
| fāng chǐ   | 方尺     | 1              | 1⁄9 m²          | ~172,2 sq in; ou ~1,196 sq ft  | 100 cun²             |
| fāng zhang | 方丈     | 100            | 11 1⁄9 m²       | ~119,6 sq ft; ou ~13,29 sq yd  | 100 chi²             |

#### Volume
As unidades tradicionais de volume ainda são utilizadas para medições de grãos de cereais e outros produtos agrícolas.
| Unidade | Caracter | Valor relativo | Equivalência SI | Valor seco EUA                | Equivalência imperial          | Notas |
| ------- | -------- | -------------- | --------------- | ----------------------------- | ------------------------------ | ----- |
| cuō     | 撮       | 1/1000         | 1 ml            |                               |                                |       |
| sháo    | 勺       | 1/100          | 10 ml           |                               | ~0,6102 cu in                  |       |
| gě      | 合       | 1/10           | 100 ml          | ~0,1816 pints                 | ~6,102 cu in                   |       |
| shēng   | 市升     | 1              | 1 L             | ~1,816 pints                  | ~61,02 cu in                   |       |
| dǒu     | 市斗     | 10             | 10 L            | ~18,16 pints; ou ~2,27 galões | ~610,2 cu in; ou ~0,3531 cu ft |       |
| dàn     | 市石     | 100            | 100 L           | ~22,7 galões                  | ~3,531 cu ft                   |       |

#### Massa
| Unidade | Caracter  | Valor relativo | Equivalência SI | Equivalência imperial | Notas                                                           |
| ------- | --------- | -------------- | --------------- | --------------------- | --------------------------------------------------------------- |
| hū      | 忽        | 1/10 000 000   | 50 µg           |                       |                                                                 |
| sī      | 絲        | 1/1000 000     | 500 µg          |                       |                                                                 |
| háo     | 毫        | 1/100 000      | 5 mg            |                       |                                                                 |
| lí      | 市厘      | 1/10 000       | 50 mg           |                       | liz                                                             |
| fēn     | 市分      | 1/1000         | 500 mg          | ~0,2822 dr            | condorim                                                        |
| qián    | 市钱      | 1/100          | 5 g             | ~2,822 dr             | maz                                                             |
| liǎng   | 市两      | 1/10           | 50 g            | ~1,764 oz             | tael ou onça chinesa                                            |
| jīn     | 市斤      | 1              | 500 g           | ~1,102 lb             | cate ou libra chinesa ; antigamente 16 liang = 1 jin = 604.79 g |
| dàn     | 市担 / 擔 | 100            | 50 kg           | ~110,2 lb             | picul ou pico                                                   |

#### Tempo
Depois de um dia pleno (noite e dia), o conjunto de sete sete dias que formam uma semana são as primeiras unidades de tempo usadas pelos chineses largamente utilizada para a contagem dos dias entre uma dinastia e outra.
As unidades tradicionais de tempo já não são muito usadas na China, sendo amplamente substituídas pelo sistema SI, cujas unidades foram traduzidas para o chinês usando o nome das unidades tradicionais, como acontece frequentemente com as outras medidas.
| Unidade     | Caracter  | Valor relativo | Equivalência SI | Notas |
| ----------- | --------- | -------------- | --------------- | --- |
| miǎo        | 秒        |                | 1 segundo       | |
| fēn antigo  | 分        | 1/60 kè        | 15 segundos     | Em desuso no cotidiano |
| fēn         | 分        |                | 1 minuto        | |
| zi          | 字        |                | 5 minutos       | |
| kè          | 刻        | 60 fēn antigos | 15 minutos      | Historicamente o kè foi definido como sendo 1/96, 1/100, 1/108 ou 1/120 do dia. O valor convencional moderno foi estipulado para 1/96 do dia. |
| xiǎoshí     | 小时      | 4 kè           | 1 hora          | |
| shíchén     | 时辰      | 8 kè           | 2 horas         | Em desuso no cotidiano. Usado somente em cerimônias religiosas e tradicionais.                                                                |
| rì, ou tiān | 日, ou 天 | 12 shíchén     | 24 horas        | |

Desde 1645 (com excepção no período entre 1665 e 1669), as equivalências e relações relativas supra-mencionadas eram e são verdadeiras. Antes de 1645, ou seja, antes da dinastia Qing, as relações seguintes é que eram verdadeiras:
- 1 rì = 12 shíchén = 100 kè;
- 1 shíchén = 8 1/3 kè = 8 kè 20 fēn.

### Em Hong Kong e Macau
Em Macau e em Hong Kong, a re-uniformização das unidades tradicionais executada na República Popular da China (RPC) não foi posta em prática, porque na altura os dois territórios ainda eram respectivamente colónias de Portugal e do Reino Unido. Por isso, nestes dois territórios, ainda se vigoram os valores antigos destas unidades tradicionais, criando assim discrepâncias com o sistema tradicional (modernizado) da RPC. Como por exemplo, o sistema modernizado passou a ter como base o número 10 (tal como no sistema SI), em vez do número 16, que era usada antigamente como base e que ainda é usada hoje nas unidades chinesas de Macau e de Hong Kong.
Nestes dois territórios, as unidades tradicionais são expressas em cantonês, cuja pronúncia é diferente à do mandarim (algumas pronúnicas em mandarim estão entre parêntesis, a seguir à pronúncia cantonesa).

#### Comprimento
| Unidade       | Caracter | Valor relativo | Equivalência SI | Equivalência imperial | Notas |
| ------------- | -------- | -------------- | --------------- | --------------------- | --- |
| fan (ou fen)  | 分       | 1/100          | ~3,715 mm       | ~0,1463 in            | condorim |
| tsun (ou cun) | 寸       | 1/10           | ~3,715 cm       | ~1,463 in             | ponto. O cùn é aproximadamente a largura do polegar humano na articulação entre a falange distal e a falange proximal. O cùn continua a ser usado para mapear e indicar os pontos de acupuntura. |
| chek (ou chi) | 尺       | 1              | ~37,15 cm       | ~1,219 ft             | Pé de Hong Kong. Côvado. Exactamente 0,371475 metros. Seu comprimento é derivado do comprimento do antebraço humano                                                                              |

#### Área
| Unidade | Caracter | Equivalência SI | Notas                       |
| ------- | -------- | --------------- | --------------------------- |
| tsin    | 畝       | 761,4 m²        | 1 tsin (maz) = 10 fan       |
| fan     | 分       | 76,14 m²        | 1 fan (condorim) = 6 cheong |
| cheong  | 丈       | 12,69 m²        | 1 cheong (braça) = 4 pu     |
| pu      |          | 3,1725 m²       | 1 pu= 25 chek               |
| chek    | 尺       | 0,1269 m²       | côvado                      |

#### Volume
| Unidade | Caracter | Valor relativo | Equivalência SI | Notas |
| ------- | -------- | -------------- | --------------- | ----- |
| seak    | 石       | 100            | 103,1 L         |       |
| ganta   |          | 10             | 10,31 L         |       |
| chupa   |          | 1              | 1,031 L         |       |

#### Massa
| Unidade          | Caracter | Valor relativo | Equivalência SI | Equivalência imperial | Notas                             |
| ---------------- | -------- | -------------- | --------------- | --------------------- | --------------------------------- |
| lei (ou lí)      | 厘       | 1/16000        | ~0,378 mg       | ~0.02133 dr           | liz                               |
| fan (ou fen)     | 分       | 1/1600         | ~378 mg         | ~0.2133 dr            | condorim                          |
| tsin (ou qián)   | 錢       | 1/160          | ~3,78 g         | ~2,133 dr             |                                   |
| leung (ou liǎng) | 両       | 1/16           | ~37,8 g         | ~1,333 oz             | Tael. Exactamente 37,799 363 75 g |
| kan (ou jīn)     | 斤       | 1              | ~604,8 g        | ~1,333 lb             | Cate. Exactamente 0,604 789 82 kg |
| tam (ou dàn)     | 担       | 100            | ~60,48 kg       | ~133,3 lb             |                                   |

##### Unidades Troy
As unidades troy são unidades tradicionais chinesas de massa ainda muito utilizadas no comércio tradicional de objectos valiosos, como ouro e prata, em Hong Kong.
| Inglês         | Chinês | Valor relativo | Equivalência SI | Equivalência imperial | Notas                     |
| -------------- | ------ | -------------- | --------------- | --------------------- | ------------------------- |
| candareen troy | 金衡分 | 1/100          | ~374,3 mg       | ~0,2112 dr            |                           |
| mace troy      | 金衡錢 | 1/10           | ~3,743 g        | ~2,112 dr             |                           |
| tael troy      | 金衡両 | 1              | ~37,43 g        | ~1,32 oz              | Exactamente 37,429 gramas |